# Mărăuș
Mărăuș – wieś w Rumunii, w okręgu Arad, w gminie Craiva. W 2011 roku liczyła 314 mieszkańców. 